# Apoplophora triseta
Apoplophora triseta är en kvalsterart som beskrevs av Sandór Mahunka 1991. Apoplophora triseta ingår i släktet Apoplophora och familjen Mesoplophoridae. Inga underarter finns listade i Catalogue of Life.